# Vratimov
Vratimov är en stad i Tjeckien. Den ligger i den östra delen av landet, 280 km öster om huvudstaden Prag. Vratimov ligger 246 meter över havet och antalet invånare är 6 378.
Terrängen runt Vratimov är platt. Runt Vratimov är det tätbefolkat, med 286 invånare per kvadratkilometer. Närmaste större samhälle är Ostrava, 7,5 km norr om Vratimov. Runt Vratimov är det i huvudsak tätbebyggt.